# درة سيشل
درة سيشل أو ببغاء جزر سيشل هو ببغاء منقرض.
كان يعيش في بعض جزر المحيط الهندي وكان معروف بألوانه الفاقعة وحجمه الكبير. انقرض الببغاء في اوائل القرن العشرين لأسباب كثيرة، وفقد موطنه الطبيعي.

## وصف الطائر
كان ببغاء السيشل لونه أزرق زاهي على أغلب جسمه , كان عليه بعض الألوان الاخرى مثل الأصفر والأخضر في بعض من أجزاء على جسمه , يمتلك  منقار كبير وقوي وجناحين قويين.
يشبه ببغاء الكسندرين لكن كان أصغر قليلا ويملك اللون الوردي في طوقه.

## الانقراض
كان الطير يعيش في غابات الوفير في. جزر ماهي وجزر سيلهوت في المحيط الهندي قبل الانقراض،انقرض ببغاء بسبب تغيرات في البيئة وفقد موطنه الطبيعي بسبب الاستعمار والتنميه البشريه.ومع ذلك ايضاً كان في صيده سببا آخر في انقراضه. شوهد آخر مرة كان في عام 1988 في منطقة اسمها كوريروز وكان يتغذى على الطعام.

## السلوك وأصل التسمية
لقد سمي ببغاء سيشل على اسم جزيرة سيشل و كان ببغاء سيشل المنقرض يتغذى بشكل رئيسي على الفاكهة والبذور والنباتات سواء البرية أو المزروعة، وكذلك الزهور والبراعم. تشمل الأطعمة البرية ثمار النخيل التي تنمو في منطقته ، الذي ينمو على طول وديان الأنهار، بالإضافة إلى زهور نبات جوز الهند.تشمل الفواكه المزروعة التي تستخدمها الببغاوات الجوافة والبابايا والمانجو والبيليمبي. وكانت لها عادات اجتماعية مثل العيش في مجموعات صغيرة والتواصل عبر الأصوات والحركات.

### التكاثر
تكاثر الببغاء بين جذوع الأشجار القديمة والكثيفه , ويضع 1-3 بيضات 